# Čermákovy louky
Čermákovy louky je přírodní rezervace poblíž obce Nový Rychnov v okrese Pelhřimov v nadmořské výšce 680–690 metrů. Oblast spravuje Krajský úřad Kraje Vysočina. Důvodem ochrany jsou mokřadní a rašelinné louky se vzácnou květenou a zvířenou.

## Galerie

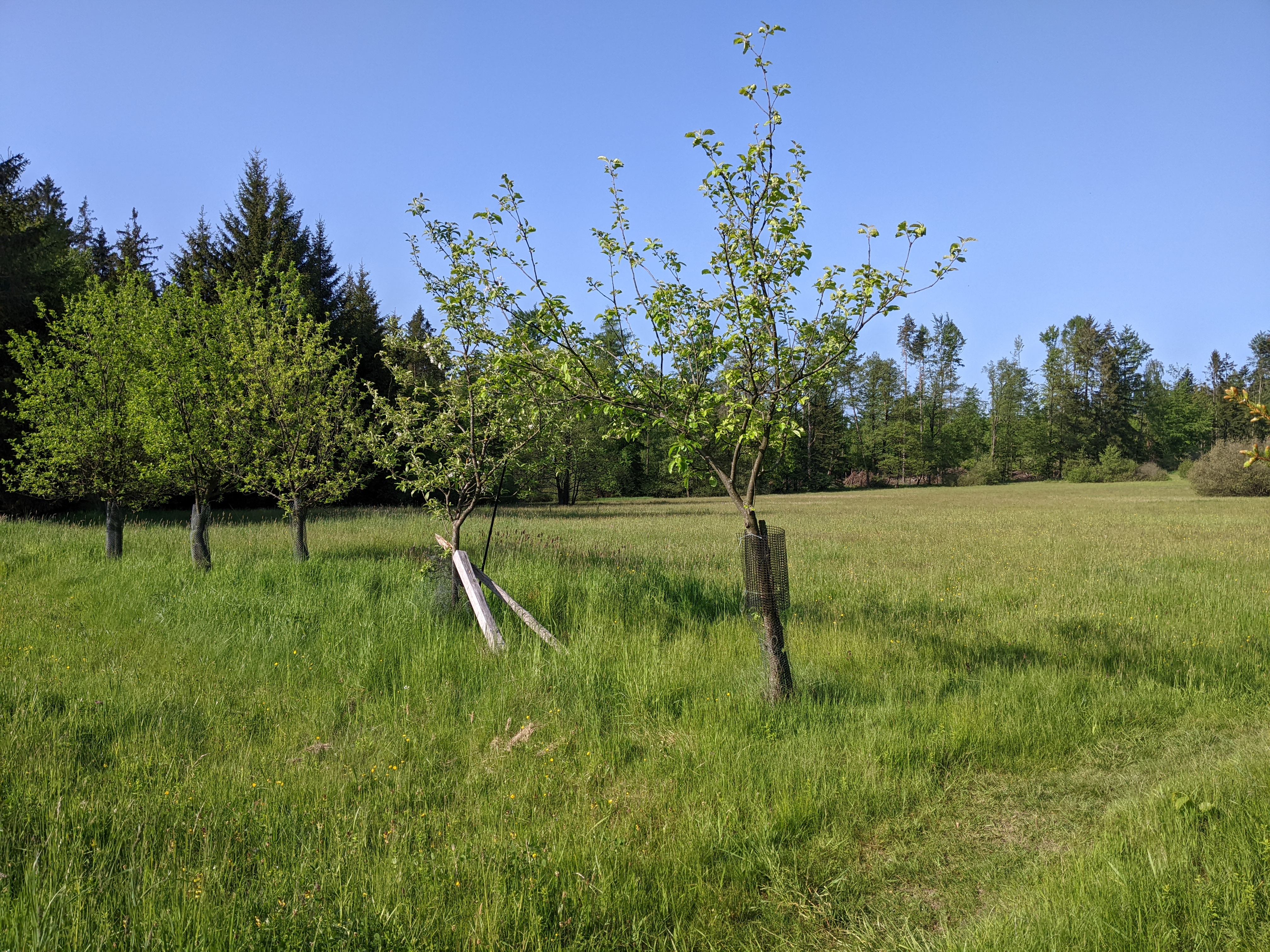
okraj chráněného území
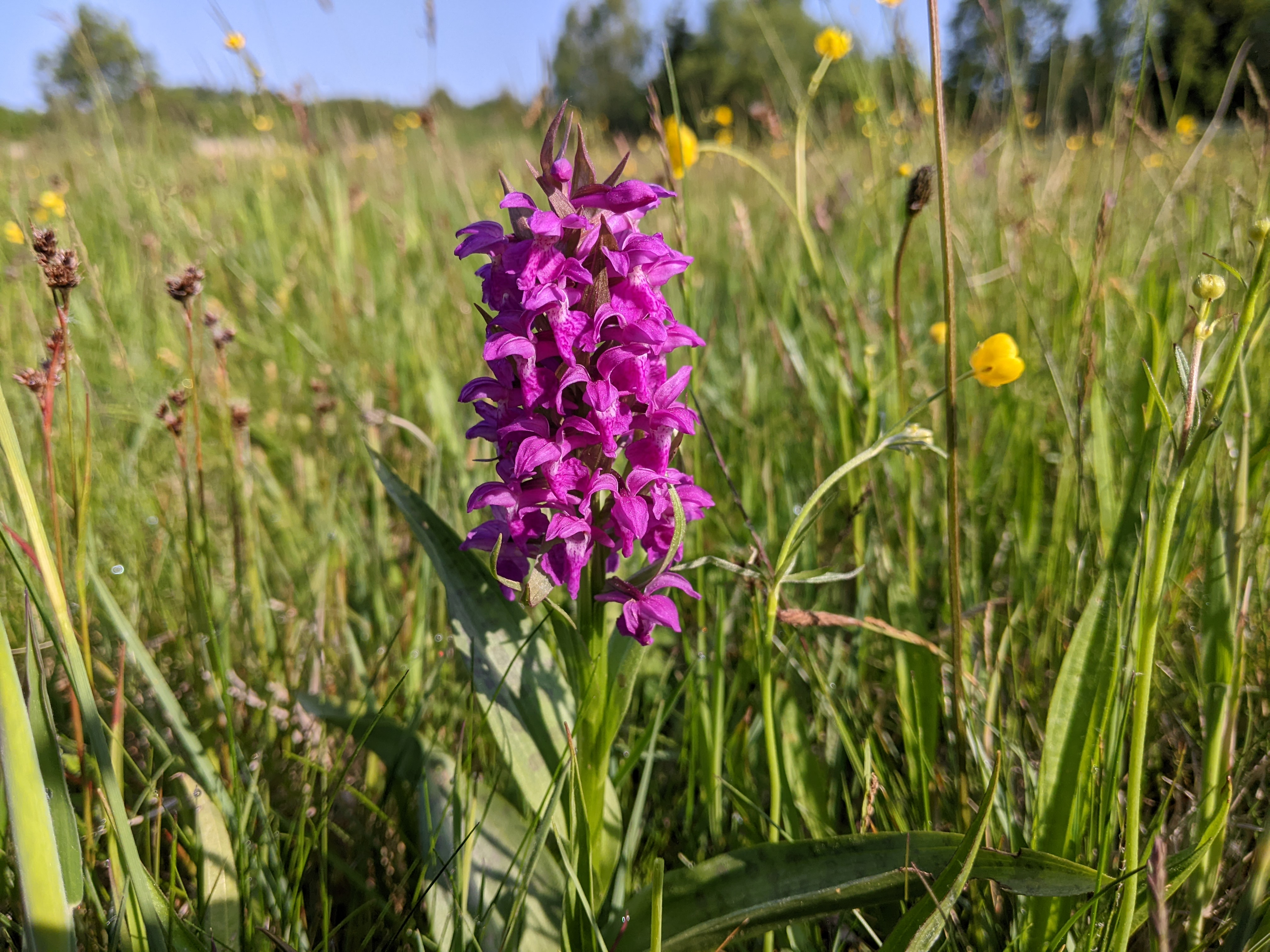
prstnatec májový
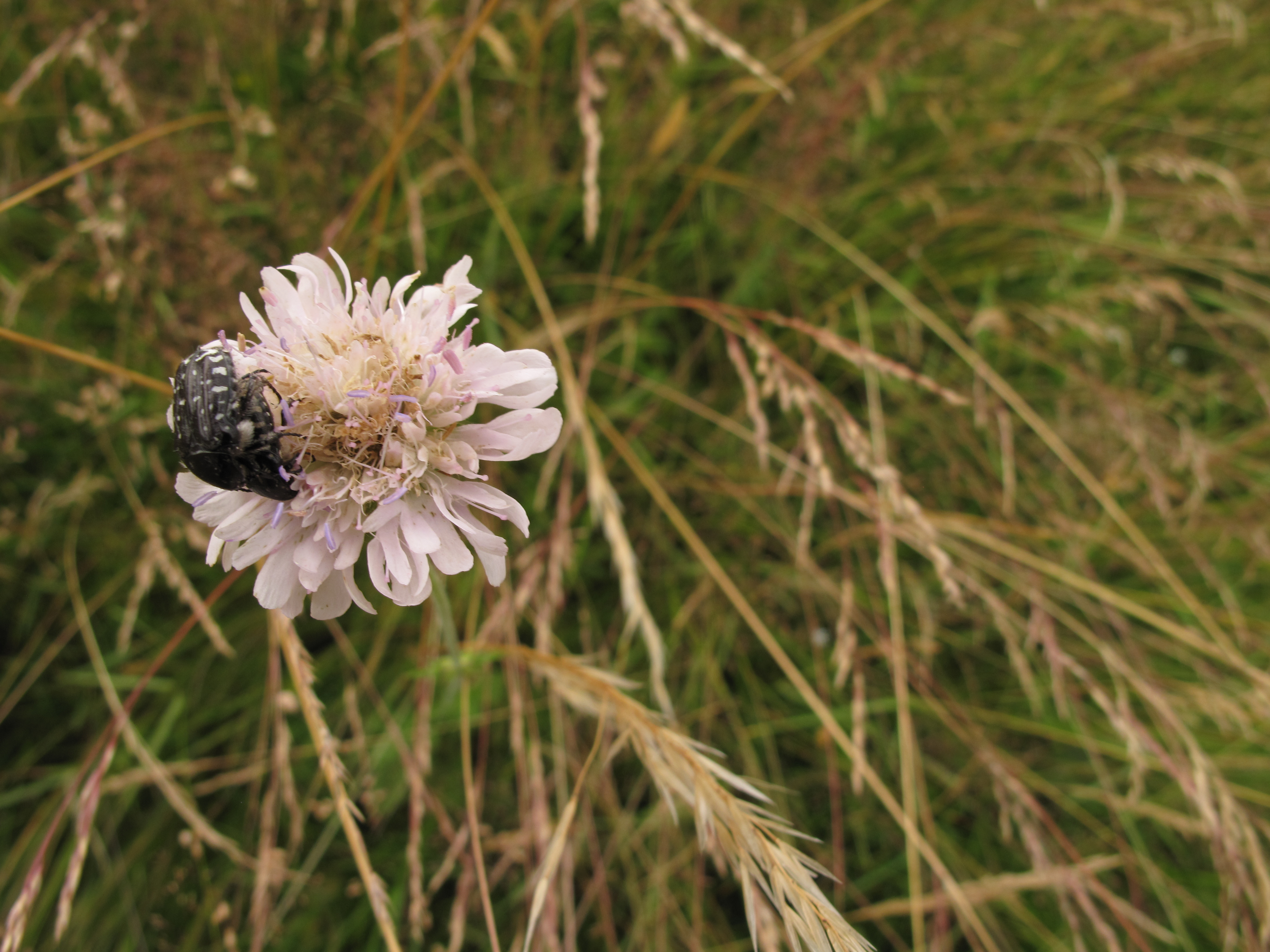
hmyz na lokalitě
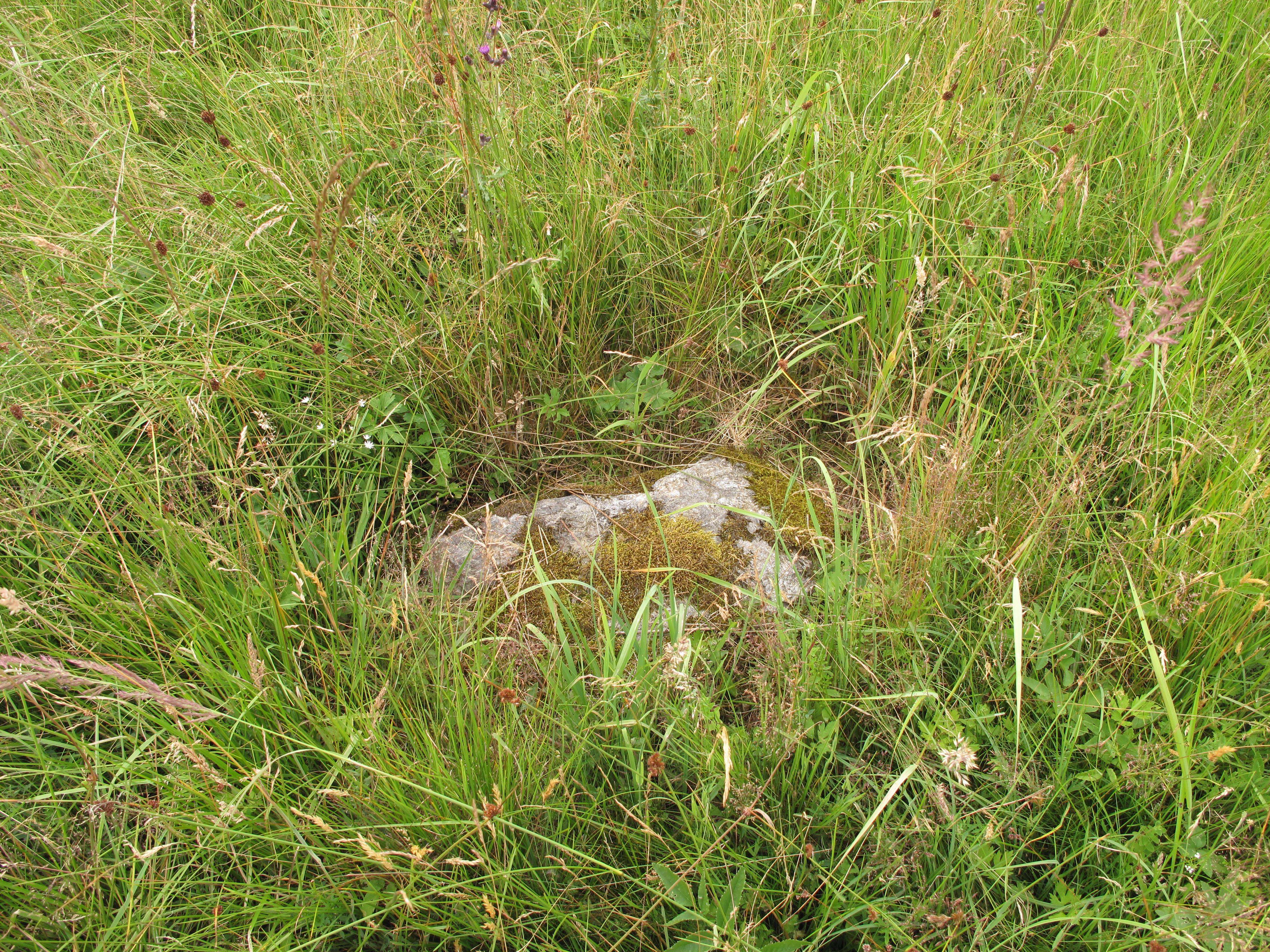
kámen
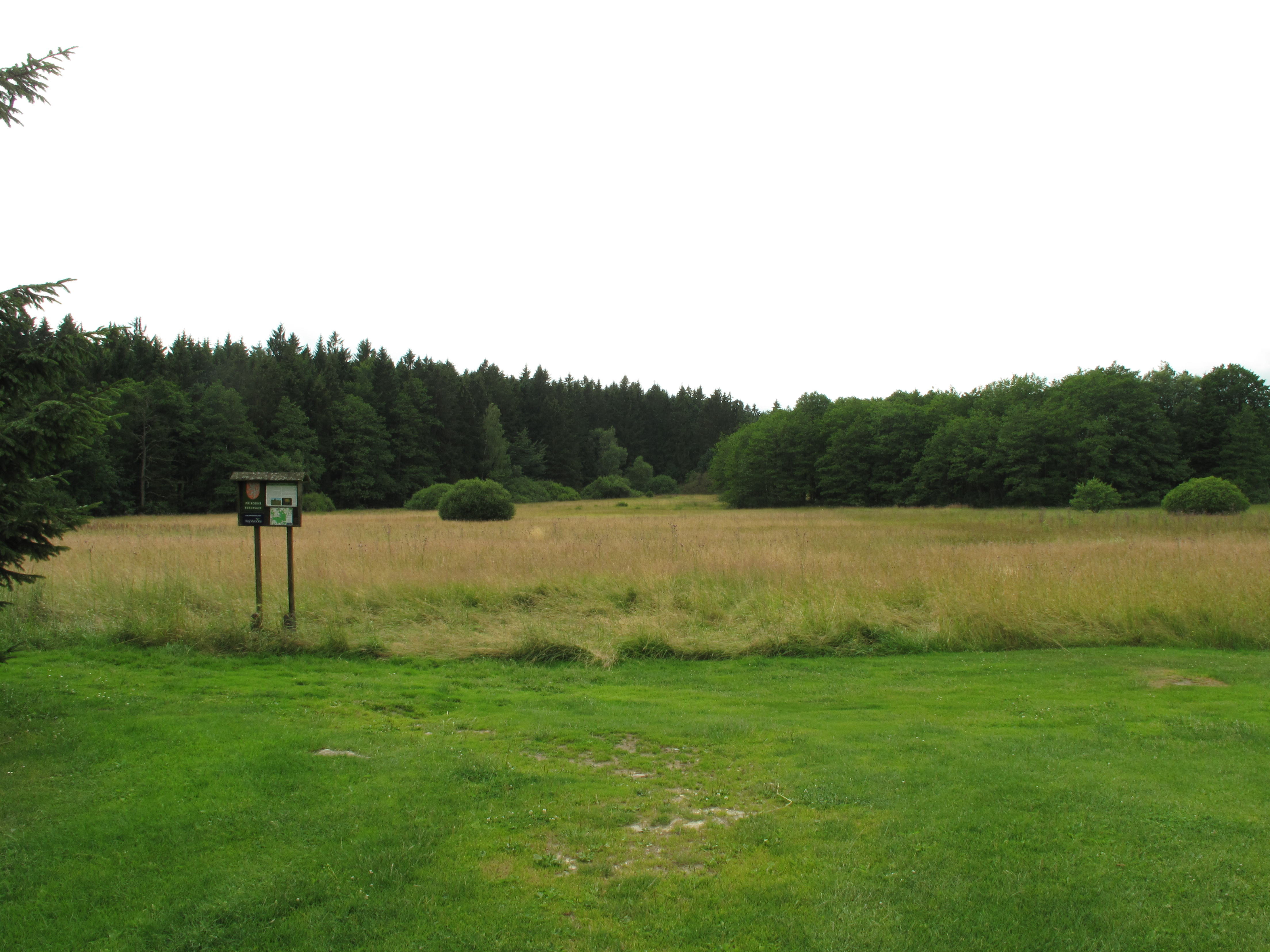
cedule
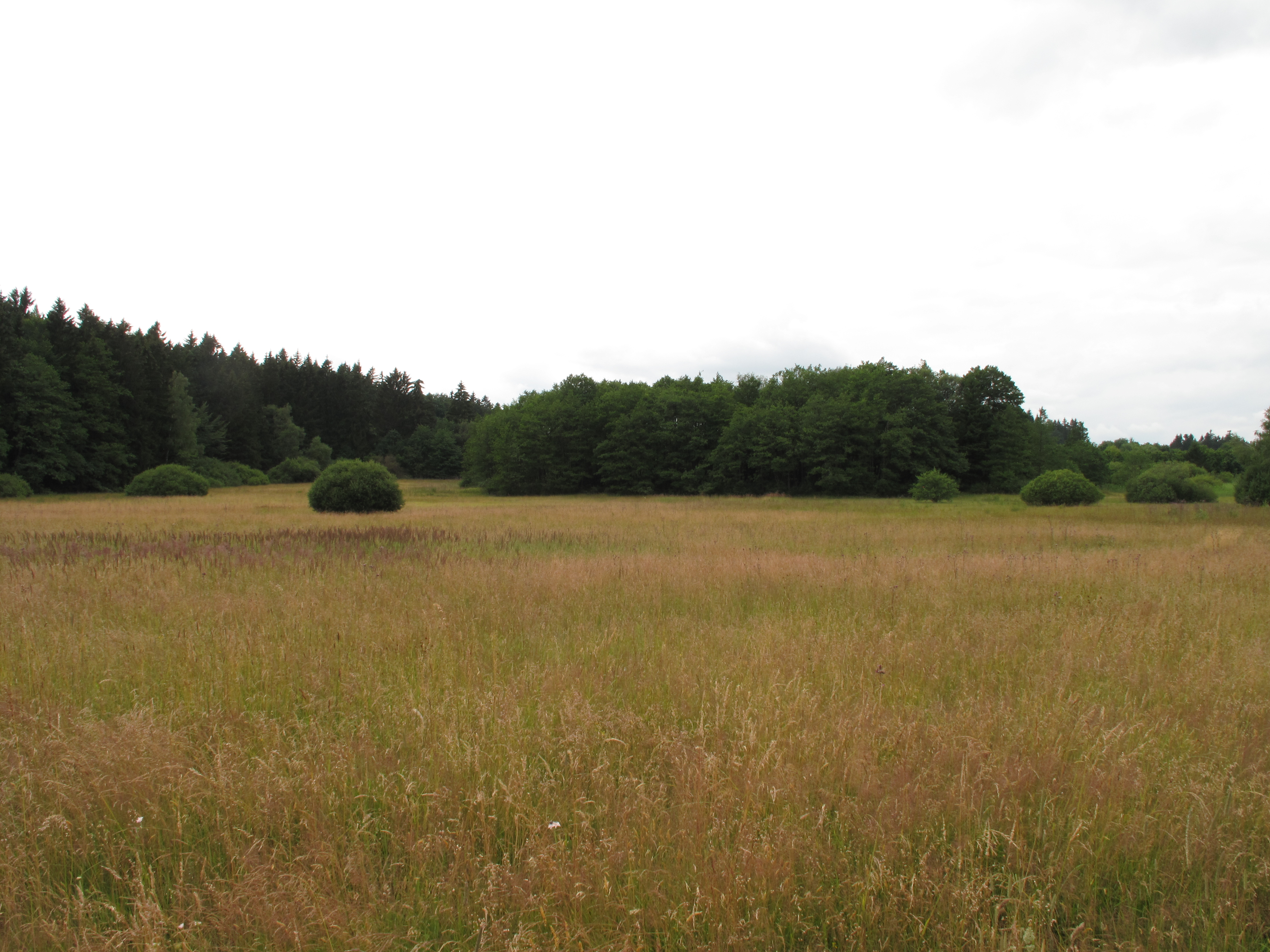
louky v červenci 2015